# 立川俊之
立川 俊之（たちかわ としゆき、1966年〈昭和41年〉4月17日 - ）は、日本の歌手、シンガーソングライター。埼玉県草加市出身。元大事MANブラザーズバンド、大事MANブラザーズオーケストラのボーカル。血液型はA型。

## 略歴
1982年、バンド“Around Midnights”を戸村公彦や田岡広宣と結成。1988年、山田哲生が加入し“大事マンブラザーズバンド”に改名して活動を続ける。
1990年、“大事MANブラザーズバンド”に改名。
1991年1月25日、ファンハウスからメジャーデビュー。3枚目のシングル「それが大事」が大ヒットし1992年3月、日本ゴールドディスク大賞 部門賞のベストVニューアーティスト賞を受賞する。実売数は180万枚を超え、1992年度年間第4位。
1992年7月に日本コロムビアへ移籍。
1994年9月21日、初のソロアルバム『Theatrical Songs』をリリース。
ラジオでは、TBSラジオ他の『パックインミュージック21』や静岡放送 (SBS) ラジオ『ラジカルモンスター』（1996年4月 - 1997年3月）のパーソナリティとしても活躍。
大事MANブラザーズバンド解散後の1996年、小牟田聡と共に「TT.Charlie」を結成。翌年NHK教育テレビ「天才てれびくん」の1997年度オープニングテーマ『パリは恋の街』を発表。
2002年、バンド「T.T ORCHESTRA」を結成し、2004年にアテネパラリンピックの日本選手応援歌『最大のピンチは絶好のチャンス』を発表。
2007年、ソロ活動を開始。Acoustic Live等を行った。同年12月7日、ソロアルバム『DAY BY DAY』をリリース。
2009年1月、公式HPにて「大事MANブラザーズオーケストラ」の結成を発表。
2011年5月20日、デビュー20周年を記念してアコースティック・ソロアルバム「Restart From The Basic」をリリース。
2012年6月6日、ソロアルバム第2弾「I'm The One」をリリース。
2012年11月1日、2012年版クリスマスソング「Under The Christmas Tree」がiTunesにて配信開始。
2012年11月、株式会社Ts office設立　代表取締役に就任
2013年4月1日、ソロアルバム第3弾「No Meaningful Life」をリリース。
2016年4月13日、デビュー25周年記念アルバム「喜楽人生」をリリース。『それが大事』のアンサーソング『神様は手を抜かない』が収録される。
2021年6月25日、「それが大事」30周年に伴い『それが大事 30th Anniversary』を配信にてリリース。
2022年12月15日、シングル「少なくとも今は」を配信にてリリース。

## ディスコグラフィー

### アルバム
| 発売日         | タイトル                                            | 規格品番   | 収録曲 | 備考             |
| -------------- | --------------------------------------------------- | ---------- | ------ | ---------------- |
| 2007年12月7日  | Day By Day                                          | IRCD-7003  | 全8曲  | Innocent Records |
| 2011年5月20日  | Restart from the basic                              | DBPR-1001  | 全12曲 | D-bop records    |
| 2012年6月6日   | I'm The One                                         | DBPR-1002  | 全7曲  | D-bop records    |
| 2013年4月1日   | No Meaningful Life                                  |            | 全13曲 | D-bop records    |
| 2016年4月13日  | 喜楽人生                                            | AVCD-93421 | 全8曲  | avex trax        |
| 2021年11月20日 | A VERY MERRY CHRISTMAS ～混沌とした乱世の年の瀬に～ |            | 全7曲  | Ts-Record        |

### 配信限定シングル
| 発売日         | タイトル                      |
| -------------- | ----------------------------- |
| 2010年4月1日   | Day By Day                    |
| 2012年11月1日  | Under the Christmas Tree      |
| 2017年8月20日  | 花火                          |
| 2021年6月25日  | それが大事 (30th Anniversary) |
| 2022年12月15日 | 少なくとも今は                |

### 参加作品
| 発売日        | タイトル     | 収録曲                   |
| ------------- | ------------ | ------------------------ |
| 2010年7月21日 | ジブリロック | 8.やさしさに包まれたなら |

## 楽曲提供
- AMIN
  - 「ひとりで居る時はいつも」（作詞・作曲）
- Allie
  - 「I'LL BE IN YOUR EYES」（作詞・作曲）
  - 「Sのロリータ」（作詞・作曲）
  - 「折れそうな夜なのにあなたは支えてくれない」（作詞・作曲）
  - 「汚れなき天使よ翼を休めて眠れ」（作詞・作曲）
  - 「SHA-LA-LA HEART BEAT」（作詞・作曲）
  - 「月灯りに背いて」（作詞・作曲）
  - 「Try It Again」（作詞・作曲）
  - 「HAPPY BIRTHDAY」（作詞・作曲）
  - 「無数の誘惑」（作詞・作曲）
  - 「MERRY-GO-ROUND」（作詞・作曲）
  - 「Melodies」（作詞・作曲）
- 井上麻美
  - 「4月にうとうと」（作詞・作曲）
- VAPES
  - 「SUGARY VAPE」（作曲）
- 尾崎紀世彦
  - 「科学忍者隊ガッチャピン」（作詞・作曲）
- けやき坂46
  - 「君に話しておきたいこと」（作曲・編曲）
- Gonna Be Fun
  - 「Birthday Party」
- 郷真由加
  - 「パープル・イレブン」（作詞・作曲）
- SWITCH
  - 「明るくまいりましょう」（作詞・作曲）
  - 「言葉に出したい」（作詞・作曲）
  - 「花が咲きました」（作詞・作曲）
- 高橋由美子
  - 「こんなにそばに居る」（作詞・作曲）
- 太郎丸
  - 「GO AWAY」（作詞・作曲）
- 名古屋CLEAR'S
  - 「諦めのバレッタ」（作詞・作曲）
- 野澤恵
  - 「泣きながら食べるとおいしくない!!」（作詞・作曲）
- ピストルバルブ
  - 「マカロニ」（作曲）
- 柳葉敏郎
  - 「波を待つ」（作詞・作曲）
- 吉沢瞳
  - 「ハートのクイーンを探せ〜素直であるために〜」（作詞）
- 嵐ヨシユキ
  - 「走れ!!30代!!」（作詞・作曲）
  - 「愛は語らず」（作詞・作曲）
- ribbon
  - 「変な愛のカタチ」（作曲）

## メディア出演

### テレビ
- アメトーーク（2006年10月19日、テレビ朝日） - 歌うま芸人にスペシャルゲストとして出演
- 歌の楽園（2011年1月9日、テレビ東京） - 出演
- しくじり先生 俺みたいになるな!!（2015年1月29日、テレビ朝日） - 「何が大事か分からなくなっちゃった先生」として出演

### ラジオ
- パックインミュージック21（TBSラジオ）

### Web配信
- 田中圭24時間テレビ（2018年12月15日 - 12月16日、AbemaSPECIAL2） - 田中圭を応援するサプライズゲストとして出演[3]